# RAN Championship 2017
RAN Championship 2017 – turniej z cyklu RAN Championship, międzynarodowe zawody rugby union organizowane przez Rugby Americas North dla rozwijających się zespołów ze strefy RAN, które odbywały się w dniach 6 maja–29 lipca 2017 roku.
W swych grupach Championship niepokonane były reprezentacje USA South i Gujany, a decydujący pojedynek zaplanowano na początek lipca 2017 roku. Ostatecznie odbył się on pod koniec tego miesiąca, a górą z niego wyszli reprezentanci południa Stanów Zjednoczonych. Turniej w grupie Cup na pierwszym miejscu zakończyli zawodnicy z Turks i Caicos.

## Grupa północna

### Championship
| 13 maja 2017 | Bermudy | 7 - 59 | Meksyk |  |
| 13 maja 2017 | Relacja |        |        |  |

| 14 maja 2017 | USA South | 39 - 5 | Kajmany | Life University, Marietta |
| 14 maja 2017 | Relacja   |        |         | Life University, Marietta |

| 27 maja 2017 | Meksyk  | 36 - 29 | USA South | Estadio Cuauhtémoc, Puebla |
| 27 maja 2017 | Relacja |         |           | Estadio Cuauhtémoc, Puebla |

| 3 czerwca 2017 | Bermudy | 15 - 28 | Kajmany | National Sports Center, Hamilton |
| 3 czerwca 2017 | Relacja |         |         | National Sports Center, Hamilton |

| 17 czerwca 2017 | USA South | walkower | Bermudy |  |
| 17 czerwca 2017 | Relacja   |          |         |  |

| 17 czerwca 2017 | Kajmany | 39 - 17 | Meksyk | Truman Bodden Stadium, George Town |
| 17 czerwca 2017 | Relacja |         |        | Truman Bodden Stadium, George Town |

### Cup
| 13 maja 2017 | Barbados | 26 - 34 | Gujana | Garrison Savannah, Bridgetown |
| 13 maja 2017 | Relacja  |         |        | Garrison Savannah, Bridgetown |

| 27 maja 2017 | Trynidad i Tobago | 36 - 16 | Barbados | Manny Ramjohn Stadium, Marabella |
| 27 maja 2017 | Relacja           |         |          | Manny Ramjohn Stadium, Marabella |

| 10 czerwca 2017 | Gujana  | 24 - 17 | Trynidad i Tobago | St. Stanislaus College, Georgetown |
| 10 czerwca 2017 | Relacja |         |                   | St. Stanislaus College, Georgetown |

## Grupa południowa
| 6 maja 2017 | Turks i Caicos | 24 - 15 | Dominikana | Meridian Field, Providenciales |
| 6 maja 2017 | Relacja        |         |            | Meridian Field, Providenciales |

| 20 maja 2017 | Bahamy  | 19 - 26 | Turks i Caicos | Winton Rugby Center, Nassau |
| 20 maja 2017 | Relacja |         |                | Winton Rugby Center, Nassau |

| 3 czerwca 2017 | Dominikana | 5 - 42 | Bahamy | Centro Olímpico Juan Pablo Duarte, Santo Domingo |
| 3 czerwca 2017 | Relacja    |        |        | Centro Olímpico Juan Pablo Duarte, Santo Domingo |

### Finał
| 29 lipca 2017 | Gujana  | 19 - 23 | USA South | National Park Rugby Field, Georgetown |
| 29 lipca 2017 | Relacja |         |           | National Park Rugby Field, Georgetown |